# Молок, Александр Иванович
Алекса́ндр Ива́нович Молок (12 (24) октября 1898— 25 сентября 1977) — советский историк, доктор исторических наук (1940), профессор.

## Биография
Александр Иванович Молок родился в 1898 году в семье адвоката. В 1922 году окончил факультет общественных наук Петроградского университета. Учился у Е. В. Тарле и Б. О. Беккера. С 1919 по 1922 год работал библиотекарем. В 1923 году начал преподавать в Ленинградском государственном университете в то же время был доцентом Педагогического института им. А. И. Герцена, Коммунистического политико-просветительного института им. Н. К. Крупской и старший научный сотрудник Института истории РАНИОН. В 1929 году стал старшим научным сотрудником Института истории Ленинградского отделения Комакадемии. С 1936 по 1951 год был старшим научным сотрудником ЛОИИ. В 1940 году защитил докторскую диссертацию. С 1941 по 1942 год находился в блокадном Ленинграде, читал лекции красноармейцам, писал статьи для газет и журналов. С 1951 по 1960 год был старшим научным сотрудником Института истории АН СССР. С 1956 по 1970 год был профессором в Московском государственном педагогическом институте им. В. И. Ленина.
Научные труды Молока были посвящены истории Парижском коммуны, Французской революции 1848 года, Июльской революции во Франции, истории Испании нового времени. Некоторые работы Молока были переведены на французский язык.
Среди его учеников был В. С. Алексеев-Попов. Похоронен в Москве, на Кунцевском кладбище, участок 10.

## Основные работы
- Народное просвещение во время Парижской коммуны 1871 года. Пг., 1922;
- Очерки быта и культуры Парижской коммуны 1871 года. Л., 1924.;
- Белый террор во Франции в 1871 г. М., 1936.;
- Германская интервенция против Парижской коммуны 1871 года. Л., 1939.;
- Июньские дни 1848 года в Париже. М., 1948.;
- Венский конгресс и Священный союз. Франция в период реставрации Бурбонов (1815—1830). Стенограммы лекций. М., 1949. 35 с.;
- Европа и Парижская коммуна 1871 г. // Труды по новой и новейшей истории. Т. 1. М. — Л., 1948. С. 5 — 21.;
- Европа после революции 1848 г. Англия и Франция в 50 — 60-е гг. XIX века. Стенограммы лекций. М., 1949. 24 с.;
- История Франции в трудах Н. Т. Чернышевского // Труды научной сессии ЛГУ (1819—1944). Секция исторических наук. Л.: Издат-во ЛГУ. 1948. С. 249—263.;
- Некоторые вопросы июньского восстания 1848 года в Париже // Вестник истории. 1952. № 12. С. 71 — 97.;
- Рабочие Парижа в дни Коммуны // Вестник истории. 1951. № 3. С. 3 — 31.

## Награды
- Орден «Знак почёта»;
- Медаль «За оборону Ленинграда»;
- Медаль «За доблестный труд в Великой Отечественной войне 1941—1945 гг.».